# البلاد كلها حمراء
البلاد كلها حمراء (الصينية: 全国山河一片红) هو طابع بريد صيني صدر في 24 نوفمبر 1968، وكان تصميمه مشوبًا بعيب. يحمل الطابع خريطة للصين كُتب عليها البلاد كلها حمراء (بالصينية: 全国山河一片红)، ويظهر في أسفلها عامل ومزارع وجندي يحملون نسخًا من مقولات الرئيس ماو. أما تايوان، فلم تكن مظللة باللون الأحمر، بل مُحددة فقط. القيمة الاسمية للطابع 8 فن.
لم تكن تايوان مُظللة باللون الأحمر وقت الطباعة، إذ كانت (ولا تزال كذلك حتى عام 2024) تحت سيطرة جمهورية الصين الشعبية. وكان السبب الرسمي لسحب الطابع هو اختفاء جزر سبراتلي وباراسيل من الخريطة، بالإضافة إلى رسم الحدود مع منغوليا وبوتان وميانمار بشكل غير صحيح. لم يمضِ على توزيع الطابع سوى نصف يوم حتى لاحظ محرر في دار نشر الخرائط الصينية المشكلة مع تايوان وأبلغ وزارة البريد والاتصالات بها. ونتيجةً لذلك، اضطرت جميع مكاتب البريد الصينية إلى إيقاف بيع الطابع وإعادة جميع النسخ، ولم تصل إلا كمية ضئيلة إلى هواة جمع الطوابع. وصرح وان ويشينغ، مصمم الطابع، في مقابلة مع وكالة فرانس برس: "لطالما كنت قلقًا للغاية من أن أُسجن".

## الندرة
يُعتبر الطابع اليوم نادرًا، حيث بيع واحد منهُ في مزاد عام 2009 مقابل 3.68 مليون دولار هونغ كونغ (475000 دولار أمريكي، 290000 جنيه إسترليني). كانت مبيعات المزادات الأحدث أقل عند 31050 جنيهًا إسترلينيًا في ديسمبر 2010 (ستانلي غيبونز)، و747500 دولار هونغ كونغ (60300 جنيه إسترليني) في مزاد إنترآسيا في سبتمبر 2011، و57000 دولار أمريكي في عام 2014 في ألمانيا، و445000 دولار أمريكي في عام 2014 في هونغ كونغ.